# Polycarpus I van Byzantium
Polycarpus I (Grieks: Πολύκαρπος Α) was bisschop van Byzantium.
Polycarpus volgde Onesimus op in het jaar 71 en bleef in functie tot zijn dood in 89. De laatste acht jaren, vanaf 81, was dat onder keizer Domitianus, die de christenen fel vervolgde. 
Zijn relikwieën werden bewaard in de kathedraal van Argyropolis.